# Lenzener See (Gülzow-Prüzen)
Der Lenzener See (auch Lenzer See) liegt im Gemeindegebiet von Gülzow-Prüzen im Landkreis Rostock in Mecklenburg-Vorpommern. Nur ein kleiner Teil im Westen gehört zur Gemeinde Mustin im Landkreis Ludwigslust-Parchim. Das u-förmige Gewässer befindet sich südlich der Bundesstraße 104 zwischen Sternberg und Güstrow, nördlich der namensgebenden Ortschaft Lenzen. Der See ist ungefähr 1400 Meter lang und etwa 1100 Meter breit. Das Seeufer ist von einem Schilfgürtel umgeben und im Nordteil bewaldet. Im Gewässer befinden sich mehrere kleinere Inseln. Der See gehört zum Naturschutzgebiet Upahler und Lenzener See (520 ha).
Der See wurde ab dem 13. Jahrhundert durch Entwässerung in Richtung Nebel abgesenkt. Die trockenliegenden Flächen wurden als Weide genutzt. Nördlich des Sees wurden bis 1840 mehrere Wassermühlen betrieben. Konkurrierende Vorstellungen zwischen Bauern und Müllern zur Höhe des Seenwasserstandes führten zu jahrhundertelangen Streitigkeiten. Noch heute wird der See über die ehemaligen Mühlenbäche nach Norden hin entwässert.